# Umarevți, Loveci
Umarevți (în bulgară Умаревци) este un sat în comuna Loveci, regiunea Loveci,  Bulgaria. 

## Demografie
Componența etnică a satului Umarevți
     Bulgari (98,32%)
     Nicio identificare (1,67%)
     Altele (0%)
La recensământul din 2011, populația satului Umarevți era de 417 locuitori. Din punct de vedere etnic, majoritatea locuitorilor (98,32%) erau bulgari. Pentru 1,67% din locuitori nu este cunoscută apartenența etnică.